# Jasmin Roy
Jasmin Roy (Quebec, 16 de septiembre de 1965) es un actor y presentador de televisión canadiense. Philippe Graton interpreta en la adaptación de Quebec en la serie de televisión Cámara Café francés. También trabaja como anfitrión en la red televisiva de TVA. 
Jasmin ha trabajado en un programa de radio llamado "La Caliente Showbiz" producido por Remy Érick en la 98.5 FM y actualmente conuce su programa los días sábados y domingos por las mañanas, como escritor de arte y entretenimiento. 
En 2009 y 2010, como parte de una coproducción del programa Rire Just for Laughs Festival, en las celebraciones del día del Orgullo LGBT, Jasmin Roy presentó su Gaydailles, en una de las noches de diversión imitando los acentos a los gais y las lesbianas en el Cabaret du Musée Juste pour.
En 2010, publicó una autobiografía conocido como Osti maricón, dando a conocer su orientación sexual en el que relata cómo fue acosado durante toda su vida por su homosexualidad. Su libro también contiene historias de jóvenes que han sido víctimas por ser gais provocada por la homofobia en las escuelas. Tras el éxito de su libro, recibió muchos testimonios de las víctimas de todo tipo y en la que ha creado unas bases de Jasmin Roy en diciembre de 2010. 
Además de la radio, Jasmin Roy también ocupa su tiempo escribiendo un nuevo libro, que no se ocupará de la homofobia como la anterior. Este será el testimonio de una actriz en la resistencia, un recorrido por las aguas poco profundas. Publicado por Ediciones de Robert Rose, el lanzamiento de su libro se espera que en 2011, probablemente sea publicada en la estación de otoño.

## Filmografía
- 1990 - 1996 : Chambres en ville (série TV) : Mathias Bélanger
- 1993 : Les grands procès (série TV) : Spectateur (épisode La femme pitre)
- 1996 : Windsor Protocol  (film) : Sentry 1
- 1996 : L'escorte (film) : Joe
- 1996 : Karmina (film) : Skin Head
- 1998 : Straight from the Suburbs (film) : Brad
- 2002 - 2008: Caméra café (série TV) : Philippe Graton